# スタファン・テルベリ
スタファン・テルベリ（Staffan Tällberg、1970年4月17日 - ）は、スウェーデン中部ボルネス (Bollnäs) 市出身の元スキージャンプ選手。1987年から1996年に国際大会で活躍した。
実兄ペール=インゲ・テルベリ(Per-Inge Tällberg)もスキージャンプ選手。

## プロフィール
オリンピックに1988年カルガリーオリンピックから3大会連続して出場、17歳で出場したカルガリー大会で70m級、90m級とも8位になったのが自己最高位だった。
ノルディックスキー世界選手権では1991年ヴァル・ディ・フィエンメ大会（イタリア）でのノーマルヒル11位が自己最高位。同年のノルディックスキージュニア世界選手権では銅メダルを獲得した。
スキーフライング世界選手権は1992年ハラコフ（チェコスロバキア）の16位が最高位。
スキージャンプ・ワールドカップは通算1勝（2位2回3位4回）で、1991年3月23日プラニツァで行われたフライングでの優勝である。